# Jurgis Šaulys
Jurgis Šaulys áudioⓘ (1879-1948) foi um economista, diplomata e político lituano, e um dos vinte signatários para a Declaração de Independência da Lituânia em 1918.